# Oratorium des hl. Céneré

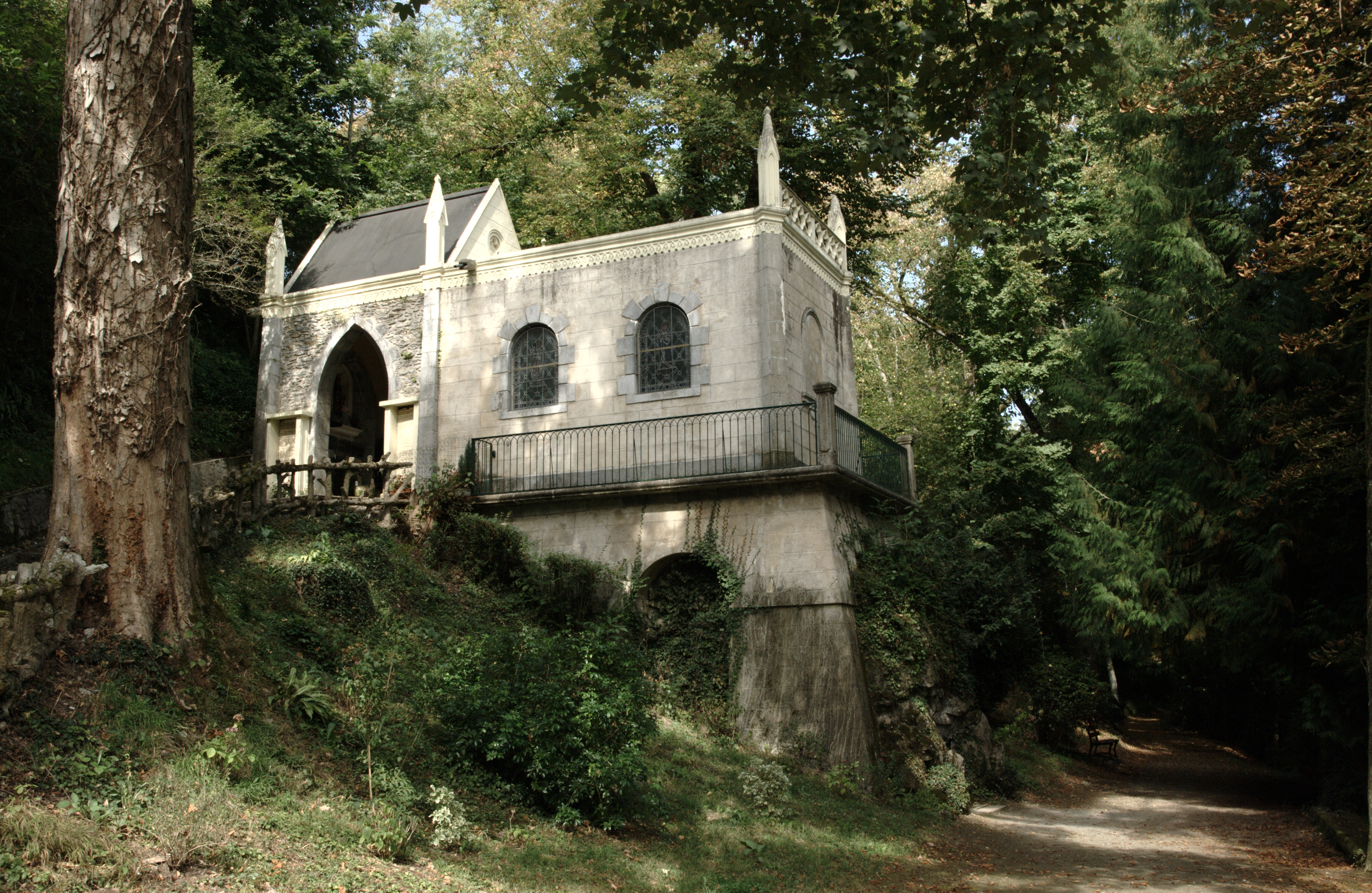
Oratorium des hl. Céneré

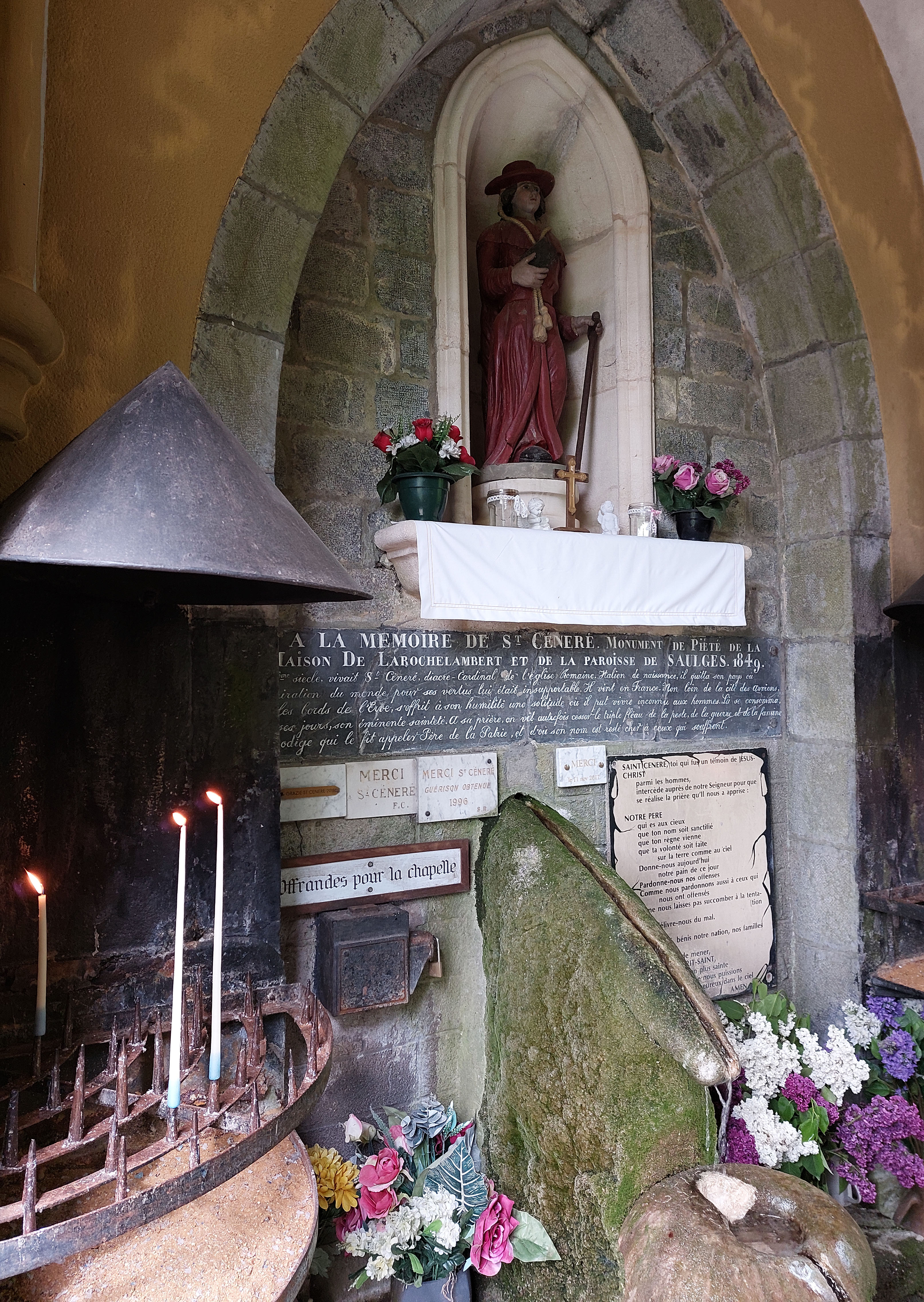
Das Oratorium mit der Kapelle hl. Céneré mit der Quelle

Das Oratorium des hl. Céneré (französisch Oratoire de Saint-Céneré) ist ein mittelalterliches Bethaus in Montguyon, einem Ortsteil von Saulges im Département Mayenne  in den Pays de la Loire.

## Geschichte
Das Oratorium hat seinen Namen von Saint Céneré, dem Heiligen Cerenicus, einem Benediktinermönch, der im 7. Jahrhundert in Spoleto geboren wurde; er wurde von Papst Martin I. um 650 mit seinem Bruder nach Gallien gesandt, um dort das Christentum zu verbreiten.
Die Höhle soll dem Mönch als Einsiedelei gedient haben. Das 1 km von der Stadt entfernte Oratorium wurde 1849 zum Schutz der Statue des Heiligen erbaut.
In der Höhle darunter befindet sich die von Grosse Dupéron beschriebene Quelle Saint Cèneré.